# Mesocepon tosizimensis
Mesocepon tosizimensis is een pissebed uit de familie Bopyridae. De wetenschappelijke naam van de soort is voor het eerst geldig gepubliceerd in 1951 door Sueo M. Shiino.